# Bassus wufengensis
Bassus wufengensis är en stekelart som beskrevs av Chou och Michael J. Sharkey 1989. Bassus wufengensis ingår i släktet Bassus och familjen bracksteklar. Inga underarter finns listade.